# Rajd Wisły 1979
28. Rajd Wisły – 28. edycja Rajdu Wisły. Był to rajd samochodowy rozgrywany od 21 do 23 września 1979 roku. Była to czwarta runda Rajdowych Samochodowych Mistrzostw Polski w roku 1979. Został rozegrany na nawierzchni asfaltowej. Na trasie rajdu panowały wyjątkowo trudne warunki atmosferyczne – mgła i mżawka. Zwycięzcą rajdu został Błażej Krupa.

## Wyniki końcowe rajdu[2][3]
| Miejsce | Kierowca            | Pilot               | Samochód              | Czas    | Strata | Grupa Klasa |
| ------- | ------------------- | ------------------- | --------------------- | ------- | ------ | ----------- |
| 1       | Błażej Krupa        | Piotr Mystkowski    | Renault 5 Alpine      | 1:22:48 | –      | II/8        |
| 2       | Maciej Stawowiak    | Jacek Różański      | FSO Polonez 2000      | 1:23:37 | +0:49  | IV          |
| 3       | Andrzej Koper       | Marek Pawłowski     | Renault 5 Alpine      | 1:31:47 | +8:59  | II/8        |
| 4       | Andrzej Radecki     | Krzysztof Burzyński | Polski Fiat 125p 1500 | 1:35:13 | +12:25 | II/8        |
| 5       | Jan Koniecki        | Janusz Ciupa        | Lada 1500 Rallye      | 1:36:23 | +13:35 | I/8         |
| 6       | Andrzej Lubiak      | Maciej Wisławski    | Polski Fiat 126p 650  | 1:36:28 | +13:40 | II/1-3      |
| 7       | Jerzy Kobyliński    | Janusz Siniarski    | Polski Fiat 125p 1500 | 1:38:15 | +15:27 | I/8         |
| 8       | Janusz Książkiewicz | Andrzej Pietrzak    | Polski Fiat 125p 1500 | 1:38:34 | +15:46 | I/8         |
| 9       | Andrzej Witkowicz   | Marek Rompel        | Fiat 128 Sport Coupé  | 1:39:34 | +16:46 | I/4-7       |
| 10      | Tomasz Barański     | Paweł Barański      | Polski Fiat 126p 650  | 1:40:02 | +17:14 | II/1-3      |